# アファームド
アファームド（Affirmed、1975年2月21日 - 2001年1月12日）とは、アメリカ合衆国の競走馬である。アメリカ三冠などG1競走14勝を挙げ、ケルソの持っていた収得賞金の世界レコードを更新した。20世紀のアメリカ名馬第12位（ブラッド・ホース誌）。1978年、1979年エクリプス賞年度代表馬。

## 生涯

### 競走生活

#### 2歳時（1977年）
アファームドは1975年2月21日、アメリカ合衆国フロリダ州のハーバーヴュー牧場で生まれた。同牧場はアメリカの生産者リーディング首位を2度獲得した有力な牧場であったが、経営者のL・ウルフスンはアファームドが生まれた2年後に競走馬生産はリスクが大きく割に合わないと判断して競馬界での活動を縮小し、牧場を売却している。
1977年5月24日、ベルモントパーク競馬場でデビュー。単勝オッズ15.3倍と人気は低かったが勝利を収め、6月15日にユースフルステークスに出走。このレースも勝利し連勝を飾った。このレースでアファームドは2番人気で1番人気はアリダーだった。2歳時は9つのレースに出走したが、うち5つレースにアリダーも出走していて、3つレースが1着アファームド2着アリダー、2つのレースが1着アリダー2着アファームドという着順になった。以後もアメリカ三冠をはじめ数々のレースで対戦することになる。9戦7勝(GIを3勝)したアファームドはエクリプス賞の最優秀2歳牡馬に選出され、アメリカの2歳フリーハンデではアリダーより1ポンド重い126ポンドで首位に格付けされた。

#### 3歳時（1978年）
年が明けて間もなく、ウルフスンのもとにアファームドを800万ドルで購入したいという申し込みがあった。ウルフスンは「アファームドは年度代表馬を生産するという夢をかなえてくれそうな最後の馬だ」と言って申し込みを断った。
アファームドはカリフォルニア州で冬を越し、3月8日にサンタアニタ競馬場で復帰した。復帰戦を勝つとG2サンフェリペステークス、G1サンタアニタダービーも優勝。4月16日にはハリウッドパーク競馬場で行われたハリウッドダービーも勝ち、2番人気でアメリカ三冠第1戦のケンタッキーダービーに出走した。1番人気は年明けからG1を3連勝し、前走のブルーグラスステークスでは2着馬に13馬身の着差をつけて優勝したアリダーであった。レースはアファームドが2、3番手を進み、アリダーが最後方に位置する展開となった。直線で先頭に立ったアファームドはアリダーの追い込みを1馬身半差退けて優勝した。
アメリカ三冠第2戦のプリークネスステークスでは2頭の人気は逆転し、アファームドが1番人気、アリダーが2番人気に支持された。レースはケンタッキーダービーと同様前方を進むアファームドをアリダーが最後方から追い上げる展開となり、アファームドが追撃をクビ差凌いで勝利を収めた。第3戦のベルモントステークスではスタート直後から先頭を進むアファームドをアリダーが1馬身後方から追いかけ、アリダーが直線の入口で並びかけてからゴールまで激しい競り合いが繰り広げられたが、アタマ差でアファームドが勝利した。この勝利によりアファームドは前年のシアトルスルーに続き、史上初の2年連続三冠馬誕生、および史上11頭目のアメリカ三冠馬となった。
8月に入り8日にG3ジムダンディステークスを勝った後、19日にG1トラヴァーズステークスでアリダーと対戦。アファームドはアリダーに1馬身3/4の差をつけて1位で入線したが進路妨害により2着に降着となった。アリダーとの対戦はこのレースが最後となった。9月16日、G1マルボロカップで前年のアメリカ三冠馬シアトルスルーと対戦した。三冠馬が同じレースで対戦するのはアメリカ競馬史上初の出来事であったうえに、2020年11月15日時点でも唯一の三冠馬直接対決の事例である。レースでは逃げたシアトルスルーを交わすことができず、3馬身差の2着に敗れた。10月にはG1ジョッキークラブゴールドカップステークスで再びシアトルスルーと対戦したが、レース中に鞍がずれるアクシデントに見舞われ、5着に敗れた。
この年のアファームドはシーズン後半に勝ちに恵まれなかったもののアメリカ三冠達成が評価され、エクリプス賞年度代表馬および最優秀3歳牡馬に選ばれた。アメリカの3歳フリーハンデではアリダーより1ポンド重い136ポンドで首位に格付けされた。

#### 4歳時（1979年）
アファームドはジョッキークラブゴールドカップステークスの後カリフォルニア州で休養を取り、1979年1月にサンタアニタ競馬場でレースに復帰した。初戦と2戦目のG2サンフェルナンドステークスに敗れた後、2月にG1チャールズＨストラブステークスで2着に10馬身の着差をつけて優勝。ここからアファームドは連勝を開始した。3月にG1サンタアニタハンデキャップをサンタアニタ競馬場のダート2000mのコースレコードを記録して優勝。その後ハリウッドパーク競馬場へ転戦し、G1カリフォルニアンステークスとハリウッドゴールドカップを連勝した。この時点でアファームドの通算収得賞金は203万ドルを超え、アメリカ競馬史上初めて200万ドルを超えるとともにケルソが持っていた世界レコードを更新した。
アファームドはハリウッドゴールドカップ出走後東部へ戻り、8月中旬にアケダクト競馬場で引退式を行った。8月29日にベルモントパーク競馬場で行われたエキシビジョンレースに出走し、優勝した。陣営はこのレースをステップに前年に引き続きマルボロカップへ出走しようとしたが、この年のケンタッキーダービーとプリークネスステークスを勝ったスペクタキュラービッドよりも約4キロ重い133ポンド（60.3キロ）の斤量を科されることを嫌って出走を回避。9月22日にG1ウッドウォードステークスに出走。この年のベルモントステークス優勝馬コースタルを破って優勝した。陣営は10月6日のジョッキークラブゴールドカップステークスをアファームドの引退レースに選んだ。このレースでスペクタキュラービッドとの対戦が実現し、レースでは先行したアファームドがスペクタキュラービッドの追い上げを3/4馬身退けて勝利を収めた。アファームドはエクリプス賞年度代表馬に2年連続で選ばれ、アメリカの古馬牡馬フリーハンデで首位（134ポンド。2位はアリダーの126ポンド）に格付けされた。

### 競走馬引退後
競走馬引退後はケンタッキー州のスペンドスリフト牧場で種牡馬となった。複数のG1勝ち馬を輩出しているものの、リーディングサイアー10位以内に入ることは一度もなかった。一方同世代のライバル・アリダーは1990年に北米リーディングサイアーを獲得するなど優秀な種牡馬成績を残しており、引退後の両馬は立場が入れ替わることになった。なお、アファームドは1987年にアリダーが繋養されていたカルメットファームに移り、アリダーが死ぬ1990年まで隣の馬房で過ごした。
アリダーが死んで間もなくカルメットファームは破産し、アファームドはジョナベル牧場へ移動。晩年は両前脚を悪くし、2001年に蹄葉炎が悪化して安楽死の処置がとられた。

## 競走成績
1977年（9戦7勝）
- フューチュリティステークス、ホープフルステークス、ローレルフューチュリティ、シャンペンステークス2着

1978年（11戦8勝）
- アメリカ三冠（ケンタッキーダービー、ベルモントステークス、プリークネスステークス）、サンタアニタダービー、ハリウッドダービー、トラヴァーズステークス2着

1979年（9戦7勝）
- ジョッキークラブゴールドカップステークス、サンタアニタハンデキャップ、ハリウッドゴールドカップハンデキャップステークス、ウッドワードステークス、カリフォルニアンステークス、チャールズ・H・ストラブステークス

## 成績表
| 出走日     | 競馬場             | 競走名                   | 格 | 距離  | 着順 | 騎手          | タイム  | 着差     | 1着（2着）馬                 |
| ---------- | ------------------ | ------------------------ | -- | ----- | ---- | ------------- | ------- | -------- | ---------------------------- |
| 1977.05.24 | ベルモントパーク   | 未勝利                   |    | D5.5f | 1着  | B.ゴンザレス  | 1.06.0  | 4馬身1/2 | （Innocuous）                |
| 1977.06.15 | ベルモントパーク   | ユースフルS              |    | D5.5f | 1着  | A.コルデロJr. | 1.05.0  | 首       | （Alydar）                   |
| 1977.07.06 | ベルモントパーク   | グレートアメリカンS      |    | D5.5f | 2着  | A.コルデロJr. | －      | 3馬身1/2 | Alydar                       |
| 1977.07.23 | ハリウッドパーク   | ジュベナイルCS（分割1）  | G2 | D6f   | 1着  | L.ピンカイJr. | 1.09.2  | 7馬身    | （He's Dewan）               |
| 1977.08.17 | サラトガ           | サンフォードS            | G2 | D6f   | 1着  | S.コーゼン    | 1.09.6  | 2馬身3/4 | （Tlt Up）                   |
| 1977.08.27 | サラトガ           | ホープフルS              | G1 | D6.5f | 1着  | S.コーゼン    | 1.15.4  | 1/2馬身  | （Alydar）                   |
| 1977.09.01 | ベルモントパーク   | フーチュリティS          | G1 | D7f   | 1着  | S.コーゼン    | 1.21.6  | ハナ     | （Alydar）                   |
| 1977.10.15 | ベルモントパーク   | シャンペンS              | G1 | D8f   | 2着  | S.コーゼン    | -       | 1馬身3/4 | Alydar                       |
| 1977.10.29 | ローレル           | ローレルフューチュリティ | G1 | D8.5f | 1着  | S.コーゼン    | -       | 首       | （Alydar）                   |
| 1978.03.08 | サンタアニタ       | 一般競走                 |    | D6.5f | 1着  | S.コーゼン    | 1.15.6  | 5馬身    | （Spotted Charger）          |
| 1978.03.18 | サンタアニタ       | サンフェリッペS          | G2 | D8.5f | 1着  | S.コーゼン    | 1.42.6  | 2馬身    | （Chance Dancer）            |
| 1978.04.02 | サンタアニタ       | サンタアニタダービー     | G1 | D9f   | 1着  | S.コーゼン    | 1.48.0  | 8馬身    | （Balzac）                   |
| 1978.04.16 | ハリウッドパーク   | ハリウッドダービー       | G1 | D9f   | 1着  | S.コーゼン    | 1.48.2  | 2馬身    | （Think Snow）               |
| 1978.05.06 | チャーチルダウンズ | ケンタッキーダービー     | G1 | D10f  | 1着  | S.コーゼン    | 2.01.2  | 1馬身1/2 | （Alydar）                   |
| 1978.05.20 | ピムリコ           | プリークネスS            | G1 | D9.5f | 1着  | S.コーゼン    | 1.54.4  | 首       | （Alydar）                   |
| 1978.06.10 | ベルモントパーク   | ベルモントS              | G1 | D12f  | 1着  | S.コーゼン    | 2.26.8  | 頭       | （Alydar）                   |
| 1978.08.08 | サラトガ           | ジムダンディS            | G2 | D9f   | 1着  | S.コーゼン    | 1.47.8  | 1馬身1/2 | （Sensitive Prince）         |
| 1978.08.19 | サラトガ           | トラヴァーズS            | G1 | D10f  | 2着  | S.コーゼン    | 1位入線 | 降着     | Alydar                       |
| 1978.09.16 | ベルモントパーク   | マールボロC招待H         | G1 | D9f   | 2着  | S.コーゼン    | -       | 3馬身    | Seattle Slew                 |
| 1978.10.14 | ベルモントパーク   | ジョッキークラブ金杯     | G1 | D12f  | 5着  | S.コーゼン    | -       | 19馬身   | Exceller                     |
| 1979.01.07 | サンタアニタ       | マリブS                  | G2 | D7f   | 3着  | S.コーゼン    | -       | 2馬身1/4 | Little Reb                   |
| 1979.01.20 | サンタアニタ       | サンフェルナンドS        | G2 | D9f   | 3着  | S.コーゼン    | -       | 2馬身3/4 | Radar Ahead                  |
| 1979.02.04 | サンタアニタ       | チャールズHストラブS     | G1 | D10f  | 1着  | S.コーゼン    | 2.01.0  | 10馬身   | （Johnny's Image）           |
| 1979.03.04 | サンタアニタ       | サンタアニタH            | G1 | D10f  | 1着  | S.コーゼン    | R1.58.6 | 4馬身1/2 | （Tiller） （Painted Wagon） |
| 1979.05.20 | ハリウッドパーク   | カリフォルニアンS        | G1 | D8.5f | 1着  | S.コーゼン    | 1.41.2  | 5馬身    | （Syncopate）                |
| 1979.06.24 | ハリウッドパーク   | ハリウッド金杯           | G1 | D10f  | 1着  | S.コーゼン    | 1.58.4  | 3/4馬身  | （Sirlad）                   |
| 1979.08.29 | ベルモントパーク   | 一般競走                 |    | D8f   | 1着  | S.コーゼン    | 1.34.0  | 6馬身    | （Island Sultan）            |
| 1979.09.22 | ベルモントパーク   | ウッドワードS            | G1 | D10f  | 1着  | S.コーゼン    | 2.01.6  | 1/2馬身  | （Coastal）                  |
| 1979.10.06 | ベルモントパーク   | ジョッキークラブ金杯     | G1 | D12f  | 1着  | S.コーゼン    | 2.27.4  | 3/4馬身  | （Spectacular Bid）          |

## 種牡馬成績
- 全産駒数：869頭
- 勝利産駒：498頭
- ステークス競走優勝馬：86頭（10%）

## 主な産駒
- フローレスリー（メイトリアークステークス3連覇など）
- ビントパシャ（ヴェルメイユ賞、ヨークシャーオークス）
- ピートスキ（カナダ三冠）
- ゾマン（ワシントンDCインターナショナル、イスパーン賞）
- トラスティドパートナー（アイリッシュ1000ギニー）
- ザティンマン（アーリントンミリオンステークス、クレメント・L・ハーシュターフチャンピオンシップステークス2回）
- アファームドサクセス（カーターハンデキャップ、ヴォスバーグステークス、シガーマイルハンデキャップ）
- リーガルステート（モルニ賞）
- アフルーエント（クイーンエリザベス2世チャレンジカップステークス、ラブレアステークス、ラモナハンデキャップ、サンタモニカハンデキャップ）
- ティブロ（イタリアグランクリテリウム）
- ファームスタンス（トップフライトハンデキャップ）
- バイザファーム（トップフライトハンデキャップ）
- モスフラワー（ヘムステッドハンデキャップ）
- クワイエットリゾルヴ（アットマイル）

## ブルードメアサイアーとしての主な産駒
- バランシーン - 1994年エプソムオークス、アイリッシュダービー
- チェルシーフラワー - 1996年フラワーボウル招待ハンデキャップ
- リンピッド - 1998年パリ大賞典
- スティンガー - 1998年阪神3歳牝馬ステークス
- ナリタトップロード　- 1999年菊花賞
- メイショウドトウ - 2001年宝塚記念
- ドレストゥスリル - 2002年メートリアークステークス
- ハーランズホリデー - 2002年フロリダダービー、ブルーグラスステークス、2003年ドンハンデキャップ
- プレザントリーパーフェクト - 2003年ブリーダーズカップ・クラシック、2004年ドバイワールドカップ、パシフィッククラシックステークス
- ハニーライダー - 2005年E.P.テイラーステークス、2006年フラワーボウルインビテーショナルステークス

## 評価

### エクリプス賞
- 1977年 - 最優秀2歳牡馬部門受賞
- 1978年 - 年度代表馬・最優秀3歳牡馬部門受賞
- 1979年 - 年度代表馬・最優秀古馬牡馬部門受賞

### 表彰
- 1980年 - アメリカ競馬名誉の殿堂博物館に殿堂馬として選定される
- 1999年 - 競馬雑誌ブラッド・ホースの選ぶ20世紀のアメリカ名馬100選において12位に選ばれる
- ハリウッドパーク競馬場にアファームドの名を冠した競走「アファームドハンデキャップ」が設立されている

## 血統表
| アファームドの血統（レイズアネイティヴ系／Teddy5×5=6.25% Fighting Fox（Gallant Fox）3×5=15.62%（母内） Sir Gallahad（Bull Dog）4.5.5=12.50%（母内）） | アファームドの血統（レイズアネイティヴ系／Teddy5×5=6.25% Fighting Fox（Gallant Fox）3×5=15.62%（母内） Sir Gallahad（Bull Dog）4.5.5=12.50%（母内）） | アファームドの血統（レイズアネイティヴ系／Teddy5×5=6.25% Fighting Fox（Gallant Fox）3×5=15.62%（母内） Sir Gallahad（Bull Dog）4.5.5=12.50%（母内）） | （血統表の出典）     | （血統表の出典） |
| 父 Exclusive Native 1965 栗毛 | 父の父Raise a Native 1961 栗毛 | Native Dancer | Polynesian           | Polynesian       |
| 父 Exclusive Native 1965 栗毛 | 父の父Raise a Native 1961 栗毛 | Native Dancer | Geisha               |                  |
| 父 Exclusive Native 1965 栗毛 | 父の父Raise a Native 1961 栗毛 | Raise You | Case Ace             | Case Ace         |
| 父 Exclusive Native 1965 栗毛 | 父の父Raise a Native 1961 栗毛 | Raise You | Lady Glory           |                  |
| 父 Exclusive Native 1965 栗毛 | 父の母Exclusive 1953 栗毛 | Shut Out | Equipoise            | Equipoise        |
| 父 Exclusive Native 1965 栗毛 | 父の母Exclusive 1953 栗毛 | Shut Out | Goose Egg            |                  |
| 父 Exclusive Native 1965 栗毛 | 父の母Exclusive 1953 栗毛 | Good Example | Pilate               | Pilate           |
| 父 Exclusive Native 1965 栗毛 | 父の母Exclusive 1953 栗毛 | Good Example | Parade Girl          |                  |
| 母 Won't Tell You 1962 鹿毛 | 母の父Crafty Admiral 1948 鹿毛 | Fighting Fox | Sir Gallahad         | Sir Gallahad     |
| 母 Won't Tell You 1962 鹿毛 | 母の父Crafty Admiral 1948 鹿毛 | Fighting Fox | Marguerite           |                  |
| 母 Won't Tell You 1962 鹿毛 | 母の父Crafty Admiral 1948 鹿毛 | Admiral's Lady | War Admiral          | War Admiral      |
| 母 Won't Tell You 1962 鹿毛 | 母の父Crafty Admiral 1948 鹿毛 | Admiral's Lady | Boola Brook          |                  |
| 母 Won't Tell You 1962 鹿毛 | 母の母Scarlet Ribbon 1957 鹿毛 | Volcanic | Ambrose Light        | Ambrose Light    |
| 母 Won't Tell You 1962 鹿毛 | 母の母Scarlet Ribbon 1957 鹿毛 | Volcanic | Hot Supper           |                  |
| 母 Won't Tell You 1962 鹿毛 | 母の母Scarlet Ribbon 1957 鹿毛 | Native Valor | Mahmoud              | Mahmoud          |
| 母 Won't Tell You 1962 鹿毛 | 母の母Scarlet Ribbon 1957 鹿毛 | Native Valor | Native Gal F-No.23-b |                  |